# 布伊 (匈牙利)
布伊，是匈牙利索博尔奇-索特马尔-贝拉格州所辖的一个村。总面积32.76平方公里，总人口2289，人口密度69.9人/平方公里（2011年1月1日）。